# Nabicula vanduzeei
Nabicula vanduzeei är en insektsart som först beskrevs av George Willis Kirkaldy 1901.  Nabicula vanduzeei ingår i släktet Nabicula och familjen fältrovskinnbaggar. Inga underarter finns listade i Catalogue of Life.